# American Economic Review
The American Economic Review (AER) – czasopismo naukowe o tematyce ogólnoekonomicznej, jedno z najstarszych (ukazuje się od ponad 100 lat) i najwyżej cenionych czasopism poświęconych ekonomii. 
Wydawcą jest istniejące od 1885 roku American Economic Association (skupiające  ekonomistów z całego świata) którego materiały i sprawozdania (Papers and Proceedings) są publikowane co roku w majowym wydaniu czasopisma.